# Austroagalloides maculata
Austroagalloides maculata är en insektsart som beskrevs av Evans 1941. Austroagalloides maculata ingår i släktet Austroagalloides och familjen dvärgstritar. Inga underarter finns listade i Catalogue of Life.